# Barbara Kimenye
Barbara Kimenye (19 tháng 12 năm 1929 – 12 tháng 8 năm 2012), là một trong những tác giả trẻ em nổi tiếng và bán chạy nhất ở Đông Phi. Sách của bà đã bán được hơn một triệu bản, không chỉ ở Kenya, Uganda và Tanzania, mà là ở khắp Châu Phi nói tiếng Anh. Bà đã viết hơn 50 đầu sách và được nhớ đến nhiều nhất cho series truyện Moses, kể về một sinh viên tinh nghịch tại một trường nội trú dành cho các nam sinh cá biệt.
Là một nhà văn nổi tiếng được nhiều người coi là "nhà văn hàng đầu về văn học cho trẻ em ở Uganda", Barbara Kimenye là một trong những nhà văn nữ người Anh gốc Uganda đầu tiên được xuất bản ở Trung và Đông Phi. Những câu chuyện của bà được đọc rộng rãi ở Uganda và xa hơn nữa và được sử dụng rộng rãi ở các trường học ở châu Phi. Kimenye được sinh ra ở Anh, nhưng chính bà tự nhận mình là người Uganda.

## Cuộc sống và giáo dục ban đầu
Barbara Clarke Holdsworth sinh ra ở Halifax, West Yorkshire, Anh, con gái của một người mẹ Do Thái sau đó cải sang Công giáo và một người cha là bác sĩ Tây Ấn. Bà theo học trường ngữ pháp nữ sinh Keighley trước khi chuyển đến Luân Đôn để được đào tạo y tá. Ở đó, bà gặp nhiều sinh viên đến từ Đông Phi, và kết hôn với Bill Kimenye, con trai của một tù trưởng từ Bukoba ở Tanganyika. Họ chuyển đến thị trấn quê hương của mình trên hồ Victoria vào giữa những năm 1950. Sau khi cuộc hôn nhân tan vỡ, bà chuyển đến Uganda, nơi bà có nhiều bạn bè.
Tại Kampala, bà đã được gặp gỡ với nhiều bạn bè đã từng là một số sinh viên Uganda đầu tiên ở Anh. Họ đã trở thành những nhà lãnh đạo và chuyên gia đầu tiên của nước Uganda độc lập sau này. Kabaka của Buganda, Mutesa II của Buganda, mời bà làm thư ký riêng trong chính phủ của mình. Bà sống gần khu phức hợp cung điện với hai con trai, Christopher (Topha) và David (Daudi). Trong thời gian đó, gia đình bà trở nên gần gũi với gia đình hoàng gia. Bà chuyển đến Nairobi, Kenya, vào năm 1965 để làm việc cho tờ Daily Nation, và sau đó là EastAfrican.